# ウェーク・アイランド (護衛空母)
ウェーク・アイランド (USS Wake Island, CVE-65) は、アメリカ海軍の護衛空母。カサブランカ級航空母艦の11番艦。艦名はウェーク島に因んで命名された。

## 艦歴
「ウェーク・アイランド」は合衆国海事委員会の契約下ワシントン州バンクーバーのカイザー造船所で1943年2月6日に起工し、1943年9月15日にフレデリック・C・シャーマン海軍少将の夫人によって進水し、1943年11月7日にヘイムズ・R・ターグ艦長の指揮下で就役した。

### 大西洋
就役後、「ウェーク・アイランド」はアストリアで弾薬とガソリンを搭載し、11月27日に出港してピュージェット湾を航行し、翌日ブレマートンに到着した。残りの弾薬を搭載し、試運転でポート・タウンゼント、シンクレア湾およびシアトルに立ち寄った後、12月6日に外洋に出て南に向かい、12月10日にサンフランシスコに到着した。燃料を搭載した後、2日後にはサンディエゴに向けて出港し、12月14日に到着。同地で第69混成航空隊 (VC-69) の航空機と要員を乗せた。
1944年1月11日、「ウェーク・アイランド」はサンディエゴを出港し、パナマ運河とハンプトン・ローズを経由して1月26日にノーフォークに到着。2月14日に護衛空母「ミッション・ベイ (USS Mission Bay, CVE-59) 」、護衛駆逐艦「スウェニング (USS Swenning, DE-394) 」および「ヘイヴァーフィールド (USS Haverfield, DE-393) 」とともにニューヨークに向けて出港した。2月16日、「ウェーク・アイランド」は陸海軍の要人を乗せてレシフェおよびカラチに向かった。3月1日にレシフェに到着した後、ケープタウン、ディエゴ・スアレスに寄港。3月29日、カラチに到着した。要人を送り終えた「ウェーク・アイランド」は、4月3日にカラチを出港して5月16日にノーフォークに帰投した。
5月末から6月はじめにかけて、「ウェーク・アイランド」は改修とオーバーホールを行った。6月15日、改修を終えた「ウェーク・アイランド」は第58混成航空隊 (VC-58) を乗せ、対潜掃討部隊である第22.6任務群に加わってバミューダ諸島方面に向かった。7月2日、第22.6任務群がギニア湾方面から移動中、「ウェーク・アイランド」のTBM雷撃機の一隊は、カナリア諸島とカーボベルデの間付近のアフリカ沿岸でUボート「U543」を発見する。フレデリック・L・ムーア少尉のTBMが2度にわたって激しい対空砲火をものともせず「U-543」を爆撃。しかし、ムーア機は「U-543」の最期を確認していなかったので、第22.6任務群は2週間にわたって撃沈の証拠となる「U-543」の残骸の捜索をする事となった。
8月2日の正午の2分前、第22.6任務群は再びUボートと対決する事となった。護衛駆逐艦「ダグラス・L・ハワード (USS Douglas L. Howard, DE-138) 」は8マイル (13 km) 離れたところに司令塔を発見。「ダグラス・L・ハワード」と僚艦「フィスク (USS Fiske, DE-143) 」は隊列を離れて司令塔の方に急行した。上空にいた「ウェーク・アイランド」のTBMは12時9分と12時35分に対潜爆弾で潜水艦「U804」を攻撃。しかし、「U-804」は反撃の魚雷を発射して、魚雷は「フィスク」に命中。「フィスク」は船体を両断されて沈没した。「U-804」はさらに2本の魚雷を発射したが、これは命中しなかった。「フィスク」は4名の戦死者と26名の行方不明者、55名の重傷者を出し、生存者は護衛駆逐艦「ファークハー (USS Farquhar, DE-139) 」に救助された。第22.6任務群は「U-804」に対する再攻撃の準備を行ったが、濃霧と雨により準備は取り消された。第22.6任務群は2日後の8月4日に解隊し、「ウェーク・アイランド」は4日後にUC-32船団と合流して西方に向かって8月11日にハンプトン・ローズに到着し、8月15日にノーフォークに帰投した。8月25日まで改修を行った後、8月29日にクォンセット・ポイントに移動し、「ミッション・ベイ」とともに10月30日まで空母パイロットの着艦訓練に使用された。10月31日、「ウェーク・アイランド」は駆逐艦「リー (USS Lea, DD-118) 」および「バビット (USS Babbitt, DD-128) 」に護衛されてノーフォークに向かい、11月1日に到着した。

### フィリピン
11月11日、「ウェーク・アイランド」は護衛空母「シャムロック・ベイ (USS Shamrock Bay, CVE-84) 」と護衛艦とともにノーフォークを出港し、パナマ運河を西航して11月28日にサンフランシスコ湾に到着し、アラメダの航空基地に停泊した。ここで「ウェーク・アイランド」は、ハワイに向かう2つの新しい航空隊、第9混成航空隊 (VC-9) と第149偵察航空隊 (VPB-149) の航空機と要員を乗せて出港し、12月5日にフォード島に到着して2つの航空隊を降ろした。10日後、貨物を搭載し、護衛駆逐艦「リチャード・M・ローウェル（USS Richard M. Rowell, DE-403）」と「オフラハティ (USS O'Flaherty, DE-340) 」に護衛されて真珠湾を出港し、12月27日にマヌス島に到着。ここで搭載物件と便乗者を降ろした「ウェーク・アイランド」はパラオに回航され、1945年1月1日にコッソル水道に到着した。午後遅く、バージから弾薬を搭載してもらい、リンガエン湾上陸に向かう艦隊に加わって慌しく出撃した。
2日後、「ウェーク・アイランド」は対空哨戒機と空中警戒機を飛ばしつつ、艦隊とともにスリガオ海峡を通過。1月4日には、艦隊はスールー海に入った。「ウェーク・アイランド」はこの日も哨戒機を3時間にわたって飛ばした。そのうち、哨戒機のうちの1機がパナイ島近海で、救助作業を行っていると思しき日本軍の水上機を発見した。哨戒機は機銃掃射で水上機を破壊し、救助隊は四散した。やがて艦隊はパナイ湾近海に差しかかった。この時、「ウェーク・アイランド」のレーダーは敵と思しき複数の目標を探知し、17時14分に戦闘配置が令された。わずか1分後、神風特攻隊旭日隊（彗星2機）、一誠隊（一式戦闘機2機）、進襲隊（九九式襲撃機1機）が艦隊を攻撃。そのうちの旭日隊の彗星1機が、3,800メートル離れた場所にいた護衛空母「オマニー・ベイ (USS Ommaney Bay, CVE-79) 」に突入。オマニー・ベイは激しく炎上し、20分後には総員退艦が令されて艦を放棄することとなり、弾薬に引火して激しい爆発を起こした「オマニー・ベイ」は、駆逐艦「バーンズ(USS Burns, DD-588) 」の魚雷により沈められた。
翌1月5日、「ウェーク・アイランド」は駆逐艦「モーリー (USS Maury, DD-401) 」から「オマニー・ベイ」の19名の生存者を引き取った。間もなく、「ウェーク・アイランド」のレーダースクリーンに目標が映し出され、前日に続いて戦闘配置が令された。しかし、この日の三度にわたる神風攻撃は成功せず、15時2分には「ウェーク・アイランド」の8機の空中警戒機が日本陸軍の戦闘機を追撃し、そのうちの3機を撃墜したと報告した。16時55分、再び神風攻撃があって再度戦闘配置が令された。6機の特攻機が「ウェーク・アイランド」に向かって突進し、これに対して5機までを対空砲火で撃墜したが、残る1機は護衛空母「マニラ・ベイ (USS Manila Bay, CVE-61) 」に命中した。「マニラ・ベイ」は炎上して後方に取り残されたが、約1時間後に再起して戦列に戻った。続いて10機ほどの特攻機が突入してきたが、「ウェーク・アイランド」などの対空砲火で4,600メートル前後の距離で撃墜されていった。「ウェーク・アイランド」自身も3機を撃墜したと判断された。
1月13日、陸軍特攻精華隊（爆戦2機）が、ウェーク・アイランドの後方13キロで航行中の護衛空母「サラマウア (USS Salamaua, CVE-96) 」に突入を図った。1機は撃墜されたが、もう1機が命中。「サラマウア」は炎上したものの、すぐに消火した。4日後、「ウェーク・アイランド」はウルシー環礁に回航される第77.14任務群の護衛空母8隻とともにリンガエン湾を出港。1月23日に到着して31日まで停泊した。この間、「ウェーク・アイランド」の母港がノーフォークからブレマートンに変更された。

### 硫黄島
2月10日、「ウェーク・アイランド」は第52.2任務群に加わって小笠原諸島方面に向かった。来る硫黄島の戦いでは、火力支援部隊と上陸部隊の空中援護を行う事になっていた。サイパン島とテニアン島を結ぶ海域で訓練が行われた後、2月13日には第52.2.1任務隊の旗艦となった。翌2月14日、任務隊は硫黄島に針路を向け、2日後には硫黄島の南西79キロの洋上に到達した。日が昇るとすぐ、火力支援部隊は硫黄島に対して艦砲射撃を行った。「ウェーク・アイランド」の航空機は日本軍の防衛拠点を探してロケット弾で攻撃する傍ら、対潜および洋上哨戒の任務に就いた。2月19日の上陸作戦当日も、「ウェーク・アイランド」の航空機は、56箇所の日本軍拠点に対して87発ものロケット弾を発射した。その最中、護衛空母「ビスマーク・シー (USS Bismarck Sea, CVE-95) 」は2月21日夕刻に第二御楯特攻隊（彗星12機、天山8機、零戦12機）の突入により沈没し、護衛空母「ルンガ・ポイント (USS Lunga Point, CVE-94) 」と空母「サラトガ (USS Saratoga, CV-3) 」が大破した。
翌日、「ウェーク・アイランド」は硫黄島東方の会合点に向かい、2月23日に到着して給油を受けた後、硫黄島東方洋上に向かった。2月24日、硫黄島の南方から艦載機を飛ばして、55箇所の日本軍拠点に対して205発のロケット弾を発射した。続く数週間の間、硫黄島に対する航空攻撃を続けた。3月5日、第52.2.1任務隊司令官クリフトン・スプレイグ少将から「貴艦は任務隊の中でも一匹狼と呼ぶぐらいの働きを行った。『ウェーク・アイランド』は他艦が見落としたであろう目標も全て見つけだした。私は再び、貴艦と行動をともにする事を願っている」とのメッセージを受け取った。3月8日に24日間に及んだ硫黄島沖での行動を終えて、硫黄島西方にいた護衛空母「サギノー・ベイ (USS Saginaw Bay, CVE-82) 」などと会合してウルシーに向かい、3月14日に帰投した。

### 沖縄
「ウェーク・アイランド」は5日間の整備の後、3月21日に航空支援のため沖縄島近海に向かった。3月25日、沖縄本島の南方約100キロの洋上にあって、沖縄島と慶良間諸島への航空攻撃を開始した。4月1日に上陸作戦が開始されると、上陸部隊の援護をおこなった。
4月3日17時22分、沖縄の東南洋上を航行中の「ウェーク・アイランド」は、5回目となる攻撃隊の収容作業を開始した。8分後には全ての航空機を収容したが、直後に日本機の接近を探知し、戦闘配置が令された。17時42分、艦は折からの激しい波に叩かれ、収容されていないFM-2戦闘機2機が海に放り出され、他の2機は後部でひっくり返り、別の2機も大きな損害を受けた。同時に、格納庫に収容されていた2機のFM-2も、動揺で転がって破壊された。2分後の17時44分、1機の特攻機が高角度から突入してきたが、わずかに逸れて操舵室前方の海面に没した。30秒後、2機目の特攻機が猛烈なスピードで突入してきたが、これまた「ウェーク・アイランド」からわずか3メートル離れた海面に突っ込んだ。しかし、爆発によって「ウェーク・アイランド」の舷側には左右14メートル、上下5.5メートルの穴を開け、他にも無数の穴を開けた。艦は水浸しとなり、機銃も破壊された。30,000ガロンの真水と70,000ガロンの重油も海水に浸かったが、洗浄の後、18時24分には航行を再開した。艦の被害は想像よりも軽く、21時40分までには全てのエンジンを稼動させる事ができた。「ウェーク・アイランド」は護衛駆逐艦「デニス (USS Dennis, DE-405) 」と「ゴス (USS Goss, DE-444) 」の護衛を受けて慶良間諸島の泊地に向かった。点検中、海中からの日本軍の不意の攻撃を防ぐため特別の防御体制が敷かれた。4月6日、「ウェーク・アイランド」は更なる修理を受けるためグアムアプラ港に向けて出港し、4日後に到着。同地の乾ドックで5月20日まで修理を受けた後、翌日には高速輸送艦「ワンタック (USS Wantuck, APD-125) 」とともに沖縄に向かった。
6月2日、「ウェーク・アイランド」は駆逐艦「ラルフ・タルボット (USS Ralph Talbot, DD-390) 」に誘導されて慶良間諸島に到着し、いまだ付近に日本機がいる中で爆弾、ロケット弾および食品を搭載した後に出撃。6月6日、「ウェーク・アイランド」は沖縄沖で給油艦コワネスク (USS Cowanesque, AO-79) 」と会合した。翌日、「ウェーク・アイランド」は任務隊に合流し、先島諸島攻撃を行った。護衛空母「ナトマ・ベイ (USS Natoma Bay, CVE-62) 」と「サージャント・ベイ (USS Sargent Bay, CVE-83) 」が神風攻撃を受けた。「ウェーク・アイランド」は2隻とは違って攻撃は受けず、6月15日まで先島諸島攻撃を行った。作戦終了後、任務隊司令官カルヴィン・T・ダーギン少将は「ウェーク・アイランド」を訪問し、16名のパイロットを賞賛した。
翌日、「ウェーク・アイランド」と「デニス」は任務隊から離れて慶良間諸島に向かい、6月17日に到着した。補給を終えて沖縄の南西洋上に戻り、作戦行動を再開した。2日後、艦船局から「『ウェーク・アイランド』を第32.1任務群から離脱させ、4月3日の損傷の調査を行う」との通告と、「これ以上の前線での活動は危険であろう」との通告があり、「ウェーク・アイランド」はグアムに向かう事となった。途中で射撃訓練と哨戒飛行を行いつつ、6月24日にアプラ港に到着。航空隊は全て降ろされ、アガナ海軍航空基地に移された。その後、6月25日から7月3日までの間、F6F艦上戦闘機9機、F4U戦闘機24機、TBM11機およびパイパー カブ2機を、46名のパイロットとともに読谷基地まで輸送。任務終了後はアプラ港に帰投し、300もの郵便袋と10機のF4U、および20機のSB2C偵察爆撃機を搭載して、護衛空母「ケープ・エスペランス (USS Cape Esperance, CVE-88) 」および高速輸送艦「ブル (USS Bull, APD-78) 」とともに真珠湾に向けて出港した。7月10日、「ウェーク・アイランド」は「ケープ・エスペランス」および「ブル」と分離し、一週間後にフォード島に到着した。ここで138名の下士官および兵と46名の士官を乗せた「ウェーク・アイランド」は7月18日にアメリカ本国に向かい、7月25日にサンディエゴに到着して便乗者と航空機を降ろした。

### 戦後
「ウェーク・アイランド」はサンディエゴのノース島に係留され、12月末までサン・ニコラス島沖で6機のTBMと10機のF6F、53名の士官、および第75混成航空隊 (VC-75) の13名のパイロットとともに飛行訓練を行った。その間の11月5日、史上初のジェットエンジン搭載機による空母への着艦が「ウェーク・アイランド」で行われた。当日の朝、第41戦闘飛行隊 (VF-41) とライアン社の関係者を乗せ、駆逐艦「オブライエン (USS O'Brien, DD-725) 」を伴ってサンディエゴを出港し、2日間に渡ってFR艦上戦闘機の着艦テストに従事した。
1946年に入ると「ウェーク・アイランド」は不活性化の準備を始め、4月5日に退役する。4月17日に除籍され、4月19日にスクラップとしてメリーランド州ボルティモアのボストン・メタル社に売却された。
「ウェーク・アイランド」は第二次世界大戦の戦功での3つの従軍星章を受章した。